# Westeloosheid
Westeloosheid is een neologisme voor de geopolitieke toestand, die gekenmerkt wordt doordat de Westerse wereld daar geen dominante politieke, diplomatieke, militaire en economische rol meer speelt.
Het is een leenwoord, ontleend aan het Engelse Westlessness. De term was de titel van het rapport van het Munich Security Report 2020. 
Dit rapport schetste een wijdverbreid gevoel van onbehagen in het licht van bezorgheid om de teloorgang van de positie van het Westen, met een overzicht van de belangrijkste uitdagingen van het internationale veiligheidsbeleid. 
Het analyseerde de actuele ontwikkelingen van het veiligheidsbeleid in China, Europa, Rusland en de Verenigde Staten en onderzocht de regionale dynamiek in het Middellandse Zeegebied, het Midden-Oosten en Zuid-Azië. Daarnaast werd aandacht geschonken aan problemen met ruimte en klimaat, evenals de bedreigingen die voortvloeien uit nieuwe technologieën en in toenemende mate "transnationaal rechtsextremisme".
De Munich Security Conference Foundation werkte bij het opstellen van het rapport samen met onder meer het Armed Conflict Location & Event Data(ACLED), The Brookings Institution, The Chicago Council on Global Affairs, de International Crisis Group, The International Institute for Strategic Studies (IISS), het Mercator Institute for China Studies (MERICS), McKinsey & Company, het Pew Research Center, het Stockholm International Peace Research Institute (SIPRI) en het Zentrum für Osteuropa- und internationale Studien (ZOiS). 